# ولسوالی سوزمه قلعه
ولسوالی سوزمه قلعه یکی از ۷ ولسوالی‌‌‌‌ ولایت سرپل، به مرکزیت شهر سوزمه قلعه در شمال افغانستان است. سوزمه قلعه از ولسوالی‌های درجه اول ولایت سرپل بوده، ۷۸۷ کیلومترمربع مساحت دارد و هفتمین ولسوالی بزرگ‌ سرپل می‌باشد. این ولسوالی با ۵۵٬۹۹۳ نفر جمعیت در سال ۱۳۹۹، هفتمین ولسوالی پر جمعیت‌ ولایت سرپل است.
این ولسوالی در شرق ولایت سرپل قرار دارد. ولسوالی سوزمه قلعه از غرب با ولسوالی سرپل و از شرق با ولایت بلخ هم‌مرز است.

## جغرافیا
این شهر از شمال به ارتفاعات شِرَم، از جنوب به ولسوالی سانچارک، از شرق به ولایت بلخ و از غرب به ولسوالی سرپل منتهی می‌شود.
سوزمه قلعه زمستان‌های بسیار سرد و تابستان‌های گرم که به ویژه منطقهٔ زیر چغت (چغت رشته‌کوه سنگی در سوزمه قلعه) به‌علت انعکاس آفتاب و از میان رفتن درختان در زمان جنگ و مهاجرت مردم آن منطقه هوا به شدت گرم می‌باشد. در سوزمه قلعه دو رودخانه وجود دارد. رود شورابه که در فصل بهار دارای آب می‌باشد. رود شیرین که کم و بیش در تمام فصول سال آب در آن جاری می‌باشد.
در سوزمه قلعه ازبکیه و خیل ملاکهندل، درخت‌های میوه باغات انگور وجود دارد.
اما در سوزمه قلعه افغانیه الحاج غلام رسول خان کمالی بلوچ، درخت‌ها به‌علت مهاجرت مردم آن ناحیه قطع و به غارت برده شده
همچنین در گذشته منطقهٔ تفریحی بسیار بزرگ و منحصر به فردی با نام چهارباغ در این منطقه وجود داشت. این منطقه با طراحی ویژه و با داشتن درختان بسیار کهن و همچنین گل و میوه، تفرجگاه دولتمردان پیشین و محلی برای برپایی جشن‌های محلی، عیدها، بز کشی ها و غیره بود. این محل در مدت زمان جنگ به تدریج توسط نیروهای غفار پهلوان و مردم محلی ریشه‌کن و سوزانده شد.
اما فعلا ساختمان های اداری ولسوالی و فرماندهی پولیس در این منطقه ایجاد شده هست
یکی از مناطق مسکونی سوزمه قلعه  که حایز اهمیت به دلیل وسعت مساحت و کثرت جمعیت هست؛ منطقه زیر چغت می باشد که محدوده آن از شرق به سزی کلان و از غرب به دهن دره شورابه هست و شامل قریه جات مختلفی می شود. بزرگترین و پرجمعیت ترین آنها قریه الحاج عاشور محمد سرخیل (سلطانی) می باشد
این قریه از شرق به دره بلوچ از غرب به قبرستان عمومی  از شمال به کوه چغت  و از جنوب به رود شور(شوردریا) محدود هست. این قریه شاید اولین قریه باشد که توسط قوم بروتی در سوزمه قلعه تاسیس شده است در اواسط قرن سیزدهم ه.ش قوم بروتی تحت زعامت سیاسی و مذهبی ملا سلطان ولد محمد امین از منطقه ناومیش  قندهار به ترکستان و شمال کشور هجرت کردند و پس از ماه ها و چندسالی که در مناطق مختلف استراحت کرده و ارزیابی نمودند؛ نهایتا با راهنمایی ها و راه بلدهای بنام  فقیر بادی و فقیر خاکی به سوزمه قلعه رسیدند و بعلت داشتن چراگاه های خوب برای مواشی ؛زمین های زراعی آبی و دیم و خلوت بودن منطقه  ؛ درآن ساکن شدند و این قریه توسط ملاسلطان تاسیس شد .مردم همزمان با اسکان در قریه اقدام به خرید زمین از قوم ازبکیه برای ساخت خانه و زراعت نمودند وبا رسیدن خانواده های جامانده در قندهار و جاهای دیگر ؛ روبروز بر جمعیت بروتی سوزمه قلعه افزوده شد. ملاسطان در حدود سال 1307 رحلت نمود و زعامت قوم بروتی به نواسه اش (نوه) ملا محمداسحق ولد ملامحمدحسن ولدیت ملاسلطان رسید.ایشان باتاسیس مکتب خانه  و دعوت از حاج سید اسحاق هاشمی شبوکندی (سنچارکی) اقدام به تربیت دینی جوانان و نشر معارف دینی ومذهبی نمودند .ملااسحق در دوران جوانی و در حدود سال1325 به رحمت خدا رفتند. سپس ریاست قوم و خاندان سلطانی به مرحوم الحاج عاشورمحمد سرخیل فرزند ملا سلطان رسید .و به همین دلیل این قریه بنام ایشان یاد می شود. دوره زعامت سرخیل عاشورمحمد که تا سال 1352 ادامه داشت؛ بدلیل تملک اراضی آبی و دیم؛تکثیر مواشی ؛تصاحب زمین های دشت سنگتوده ( تغییرمالچر به زراعی) اتحاد مردمی و ازدیاد نفوس؛ اوج شکوفایی قوم بروتی در سوزمه قلعه بود

## پیشینه
- سوزمه قلعه در منطقه تاریخی بلخ قرار گرفته‌است که برای آن فضائل بی شماری نقل کرده‌اند. از آن جمله ابوذر غفاری از رسول خدا نقل می‌کند که دو شهر را جبرئیل بر پر مبارک خویش حمل می‌کند تا آن‌ها را به بیت المقدّس برساند. از آن دو شهر یکی در مشرق و دیگری در مغرب است. امّا آنکه در مغرب است شهر طرابلس و آنکه در مشرق است شهر بلخ است.[۳]
- مردی به خدمت حضرت علی رسید. حضرت پرسید از کجا می‌آیی؟ گفت: از خراسان. گفت از کدام شهر؟ گفت: از شهر بلخ. حضرت امیرالمؤمنین فرمود: خوش و خرّم باد آب و گیاه آن شهر که به علم و علما چنان آکنده است که انار به دانه‌های آن.[۴]
- صاحب فضائل بلخ می‌نویسد: سید عالم می‌فرماید که ابراهیم خلیل- صلوات الله علیه- با فرشته‌ای که با او بود و آن فرشته موکل زمین بود صلصائیل یا به بعضی روایات صرصربائیل نام داشت بر شهر بلخ می‌گذشت، به موضعی رسید که آن را (اسپریس) می‌خوانند و میدان آن شهر است. گفت: این چه جایی است؟ فرشته گفت: یا خلیل‌الله! فرود آی که این بقعه‌ای مبارک است و در وی پیغامبری مدفون است. ابراهیم از بر آن فرشته فرود آمد در وقت نماز بامداد، و دو رکعت نماز بگذارد. چون سلام نماز گفت، به سوی بلخ التفات نمود به دعا مشغول شد و چنین گفت: بار خدایا! جوی‌های این شهر را پر آب دار! و بر فقها و علمای این شهر برکت کن! روا بود که امیرالمؤمنین علی از این معنی گفته باشد که علم و علمای بلخ هر آینه به این درجه برسد و چنان بود که امیرالمؤمنین بیان کرد.[۵]
- واعظ بلخی می‌نویسد: به اسانید منقول است از عبدالله عمر که مهتر عالم فرمود که: در زمین خراسان در شهر بلخ تلی است که آن را تل وشتاسب خوانند و بر آن روضه پیغامبری است که در روز محشر از این امّت با وی هفتاد هزار شهید جمع شوند. و همچنین مسند است از انس بن مالک از حضرت رسالت (ص) که در خراسان شهری است که نام وی بلخ است و این شهر چهار دروازه دارد و بر حوالی این شهر انهار روان است و درختان بی شمار و بر هر دروازه آن هفتاد هزار فرشته است که این شهر را محافظت می‌کنند تا روز قیامت. و از رسول (ص) مروی است که بر تل گشتاسپ ایوب صابر آسوده است و به هر دروازه هفتاد هزار فرشته است که استغفار و تکبیر و تحمید و تهلیل می‌گویند و ثواب آن را به اهل بلخ می‌بخشند.[۶]
- ریاضی هروی می‌گوید: در امّ‌البلاد بلخ ۱۰۹۹ نفر از انبیاء و اولیاء از آن جمله حضرت شیث و حضرت ایوب مدفون هستند. دیگر بارگاه منسوب به حضرت علی (ع) معروف به سخی شاه ولایت است. هفته‌ای نیست که اعجاز از آن ظهور نکند.[۷]
- امیر ولی بلخی در کتاب بحرالاسرار می‌نویسد: حضرت ایوب صابر از اهل بلخ و در میدان گشتاسپ دفن است حضرت هابیل و حضرت داود نیز در میدان بلخ دفن هستند. حضرت صالح در روستای کلته بر در مسجدی دفن شده و در جلوی آن مناری است. مزار عکاشة بن محصن الاسدی، صحابی رسول خدا (ص) در بیرون شهر بلخ قرار دارد.(سفر نامه ابن بطوطه، ص ۳۸۸)